# Сиэтл Шторм
Сиэтл Шторм (англ. Seattle Storm) — американская профессиональная женская баскетбольная команда, выступающая в Западной конференции женской национальной баскетбольной ассоциации (ЖНБА). Клуб был образован в городе Сиэтл (Вашингтон) до старта сезона 2000 года, домашние матчи проводит на «Клаймэт Пледж-арене». Первоначально команда принадлежала тем же владельцам, что и бывший клуб НБА «Сиэтл Суперсоникс», а 28 февраля 2008 года была продана группе местных бизнесменов «Force 10 Hoops LLC», в которую входят Дон Трюдо, Лиза Браммел и Джинни Гилдер.
За двадцать два года участия в чемпионате женской НБА «Шторм» четыре раза играли в финале турнира и четыре раза становились победителями первенства. В 2004 году «Сиэтл» в финальной серии с огромным трудом выиграл у команды «Коннектикут Сан» со счётом 2-1, а в 2010, 2018 и 2020 годах всухую (3-0) обыграл клубы «Атланта Дрим», «Вашингтон Мистикс» и «Лас-Вегас Эйсес» соответственно. Таким образом, результат команды в финальных играх составляет 11-1.
За время существования клуба в нём выступали такие известные баскетболистки, как Сью Бёрд, Камила Водичкова, Энн Воутерс, Иоланда Гриффит, Лорен Джексон (трёхкратная MVP), Свин Кэш, Бетти Леннокс, Камилла Литтл, Венди Палмер, Алиша Кларк, Джуэл Лойд, Кристал Лэнгхорн, Рене Монтгомери, Николь Пауэлл, Эпифанни Принс, Кортни Пэрис, Таниша Райт, Шерил Свупс (трёхкратная MVP), Кэти Смит, Брианна Стюарт, Шери Сэм, Тина Томпсон, Наташа Ховард и Мишель Эдвардс.

## История команды

### Первые годы (2000—2001)
До образования «Сиэтл Шторм» в городе существовала команда «Сиэтл Рейн», выступавшая в Американской баскетбольной лиге с октября 1996 года по декабрь 1998 года, когда лига обанкротилась. И всего менее чем через два года город получил новую женскую баскетбольную команду.
Свой дебютный сезон команда провела как типичный клуб-новичок. Под руководством главного тренера Лин Данн и ведомая плеймейкером Эдной Кэмпбелл и чешской центровой Камилой Водичковой «Шторм» закончили сезон 2000 года с результатом 6-26. Но благодаря такому выступлению на драфте ЖНБА команда смогла выбрать девятнадцатилетнего австралийского центрфорварда Лорен Джексон. Однако, несмотря на выдающуюся игру новичка и усиление состава, «Сиэтл» в сезоне 2001 года вновь занял последнее место в Западной конференции.

### Второе чемпионство (2010)
В сезоне 2010 года «Шторм» стали лучшей командой регулярного сезона, одержав 28 побед при 6 поражениях, включая семнадцатиматчевую беспроигрышную серию на домашней площадке в «Ки-арене». Эта серия домашних побед стала лучшей в истории ЖНБА. По ходу сезона Лорен Джексон пять раз становилась игроком недели Западной конференции, три раза игроком месяца Западной конференции, а по окончании сезона в третий раз в своей карьере была признана самым ценным игроком ЖНБА. Главный тренер команды Брайан Аглер был назван тренером года ЖНБА.
В плей-офф «Шторм» сумели прервать свою проигрышную серию, когда команда пять сезонов подряд проигрывала уже в первом раунде. В полуфинале конференции «Сиэтл» всухую обыграл «Лос-Анджелес Спаркс», а в финале конференции с тем же счётом переиграл «Финикс Меркури». В финале «Шторм» со счётом 3-0 обыграли «Атланту Дрим», однако победа в серии была добыта с большим трудом, так как все встречи закончились с разницей в два или три очка, и второй раз в своей истории завоевали чемпионский титул, став на тот момент самой успешной командой Сиэтла.

## Участия в финалах ЖНБА
Команда «Сиэтл Шторм» принимала участие в четырёх финальных сериях ЖНБА, одержав победу во всех четырёх.
| Сезон | Соперник          | Результат | Счёт                | Место проведения         |
| ----- | ----------------- | --------- | ------------------- | ------------------------ |
| 2004  | Коннектикут Сан   | Победа    | 74:60 (2:1 в серии) | Ки-арена, Сиэтл          |
| 2010  | Атланта Дрим      | Победа    | 87:84 (3:0 в серии) | Филипс-арена, Атланта    |
| 2018  | Вашингтон Мистикс | Победа    | 98:82 (3:0 в серии) | Игл Банк-арена, Фэрфакс  |
| 2020  | Лас-Вегас Эйсес   | Победа    | 92:59 (3:0 в серии) | Академия IMG, Брейдентон |

## Протокол сезонов ЖНБА
| Сезон       | Конференция | Место       | Регулярный чемпионат | Регулярный чемпионат | Регулярный чемпионат | Плей-офф | Тренер                                      | Ссылки                                   |
| Сезон       | Конференция | Место       | Победы               | Поражения            | Процент              | Плей-офф | Тренер                                      | Ссылки                                   |
| Сиэтл Шторм | Сиэтл Шторм | Сиэтл Шторм | Сиэтл Шторм          | Сиэтл Шторм          | Сиэтл Шторм          | Сиэтл Шторм | Сиэтл Шторм                                 | Сиэтл Шторм                              |
| ----------- | ----------- | ----------- | -------------------- | -------------------- | -------------------- | --- | ------------------------------------------- | ---------------------------------------- |
| 2000        | Западная    | 8-е         | 6                    | 26                   | 18,8                 | Не квалифицировалась в плей-офф | Лин Данн                                    | [ 7 ]                                    |
| 2001        | Западная    | 8-е         | 10                   | 22                   | 31,3                 | Не квалифицировалась в плей-офф | Лин Данн                                    | [ 8 ]                                    |
| 2002        | Западная    | 4-е         | 17                   | 15                   | 53,1                 | Проиграла в полуфинале конференции «Спаркс» со счётом 0:2                                                                                                   | Лин Данн                                    | [ 9 ]                                    |
| 2003        | Западная    | 5-е         | 18                   | 16                   | 52,9                 | Не квалифицировалась в плей-офф | Энн Донован                                 | [ 10 ]                                   |
| 2004        | Западная    | 2-е         | 20                   | 14                   | 58,8                 | Выиграла в полуфинале конференции у «Линкс» со счётом 2:0 Выиграла в финале конференции у «Монархс» со счётом 2:1 Выиграла в финале у «Сан» со счётом 2:1   | Энн Донован                                 | [ 11 ]                                   |
| 2005        | Западная    | 2-е         | 20                   | 14                   | 58,8                 | Проиграла в полуфинале конференции «Кометс» со счётом 1:2                                                                                                   | Энн Донован                                 | [ 12 ]                                   |
| 2006        | Западная    | 4-е         | 18                   | 16                   | 52,9                 | Проиграла в полуфинале конференции «Спаркс» со счётом 1:2                                                                                                   | Энн Донован                                 | [ 13 ]                                   |
| 2007        | Западная    | 4-е         | 17                   | 17                   | 50,0                 | Проиграла в полуфинале конференции «Меркури» со счётом 0:2                                                                                                  | Энн Донован                                 | [ 14 ]                                   |
| 2008        | Западная    | 2-е         | 22                   | 12                   | 64,7                 | Проиграла в полуфинале конференции «Спаркс» со счётом 1:2                                                                                                   | Брайан Аглер                                | [ 15 ]                                   |
| 2009        | Западная    | 2-е         | 20                   | 14                   | 58,8                 | Проиграла в полуфинале конференции «Спаркс» со счётом 1:2                                                                                                   | Брайан Аглер                                | [ 16 ]                                   |
| 2010        | Западная    | 1-е         | 28                   | 6                    | 82,4                 | Выиграла в полуфинале конференции у «Спаркс» со счётом 2:0 Выиграла в финале конференции у «Меркури» со счётом 2:0 Выиграла в финале у «Дрим» со счётом 3:0 | Брайан Аглер                                | [ 17 ]                                   |
| 2011        | Западная    | 2-е         | 21                   | 13                   | 61,8                 | Проиграла в полуфинале конференции «Меркури» со счётом 1:2                                                                                                  | Брайан Аглер                                | [ 18 ]                                   |
| 2012        | Западная    | 4-е         | 16                   | 18                   | 47,1                 | Проиграла в полуфинале конференции «Линкс» со счётом 1:2 | Брайан Аглер                                | [ 19 ]                                   |
| 2013        | Западная    | 4-е         | 17                   | 17                   | 50,0                 | Проиграла в полуфинале конференции «Линкс» со счётом 0:2 | Брайан Аглер                                | [ 20 ]                                   |
| 2014        | Западная    | 5-е         | 12                   | 22                   | 35,3                 | Не квалифицировалась в плей-офф | Брайан Аглер                                | [ 21 ]                                   |
| 2015        | Западная    | 5-е         | 10                   | 24                   | 29,4                 | Не квалифицировалась в плей-офф | Дженни Бусек                                | [ 22 ]                                   |
| 2016        | Западная    | 3-е         | 16                   | 18                   | 47,1                 | Проиграла в первом раунде «Дрим» со счётом 85:94 | Дженни Бусек                                | [ 23 ]                                   |
| 2017        | Западная    | 5-е         | 15                   | 19                   | 44,1                 | Проиграла в первом раунде «Меркури» со счётом 69:79 | Дженни Бусек (10-16) Гэри Клоппенберг (5-3) | [ 24 ]                                   |
| 2018        | Западная    | 1-е         | 26                   | 8                    | 76,5                 | Выиграла в полуфинале у «Меркури» со счётом 3:2 Выиграла в финале у «Мистикс» со счётом 3:0                                                                 | Дэн Хьюз                                    | [ 25 ]                                   |
| 2019        | Западная    | 3-е         | 18                   | 16                   | 52,9                 | Выиграла в первом раунде у «Линкс» со счётом 84:74 Проиграла во втором раунде «Спаркс» со счётом 69:92                                                      | Гэри Клоппенберг (5-4)[a] Дэн Хьюз (13-12)  | [ 26 ]                                   |
| 2020        | Западная    | 2-е         | 18                   | 4                    | 81,8                 | Выиграла в полуфинале у «Линкс» со счётом 3:0 Выиграла в финале у «Эйсес» со счётом 3:0                                                                     | Гэри Клоппенберг[b]                         | [ 27 ]                                   |
| 2021        | Западная    | 3-е         | 21                   | 11                   | 65,6                 | Проиграла во втором раунде «Меркури» со счётом 80:85 | Дэн Хьюз (5-1) Ноэль Куинн (16-10)          | [ 28 ]                                   |
| 2022        | Западная    | 2-е         | 22                   | 14                   | 61,1                 | Выиграла в первом раунде у «Мистикс» со счётом 2:0 Проиграла в полуфинале «Эйсес» со счётом 1:3                                                             | Ноэль Куинн                                 | [ 29 ]                                   |
| 2023        | Западная    | 5-е         | 11                   | 29                   | 27,5                 | Не квалифицировалась в плей-офф | Ноэль Куинн                                 | [ 30 ]                                   |
| 2024        | Западная    | 3-е         | 25                   | 15                   | 62,5                 | Проиграла в первом раунде «Эйсес» со счётом 0:2 | Ноэль Куинн                                 | [ 31 ]                                   |
| Регулярки   | Регулярки   | Регулярки   | 444                  | 400                  | 52,6                 | 3 титула победителя Западной конференции | 3 титула победителя Западной конференции    | 3 титула победителя Западной конференции |
| Плей-офф    | Плей-офф    | Плей-офф    | 35                   | 31                   | 53,0                 | 4 титула победителя турнира женской НБА | 4 титула победителя турнира женской НБА     | 4 титула победителя турнира женской НБА  |

- a  Несмотря на то, что в ссылке указано, что Дэн Хьюз провёл этот сезон у руля команды целиком, всё же это не так. В марте 2019 года во время операции по удалению аппендикса врачи обнаружили у него злокачественную опухоль. Лечение заставило его пропустить начало сезона, а клуб в это время тренировал его помощник Гэри Клоппенберг, с которым он одержал 5 побед при 4 поражениях. Хьюз приступил к исполнению своих обязанностей лишь 21 июня[32].
- b  Сезон 2020 года в связи с пандемией COVID-19 ЖНБА проводила в условиях изоляции, поэтому, чтобы не заболеть ещё более тяжело, врачи рекомендовали Хьюзу воздержаться от участия в турнире, а команду вновь тренировал Клоппенберг[33].

## Статистика игроков
| Сезоны | Лучшие игроки команды по пяти главным статистическим показателям | Лучшие игроки команды по пяти главным статистическим показателям | Лучшие игроки команды по пяти главным статистическим показателям | Лучшие игроки команды по пяти главным статистическим показателям | Лучшие игроки команды по пяти главным статистическим показателям | Ссылки |
| Сезоны | PPG                                                              | RPG                                                              | APG                                                              | SPG                                                              | BPG                                                              | Ссылки |
| ------ | ---------------------------------------------------------------- | ---------------------------------------------------------------- | ---------------------------------------------------------------- | ---------------------------------------------------------------- | ---------------------------------------------------------------- | ------ |
| 2000   | Эдна Кэмпбелл (13,9)                                             | Камила Водичкова (4,2)                                           | Соня Хеннинг (2,5)                                               | Соня Хеннинг (1,9)                                               | Кваси Барнс (1,1)                                                | [ 7 ]  |
| 2001   | Лорен Джексон (15,2)                                             | Лорен Джексон (6,7)                                              | Соня Хеннинг (2,9)                                               | Лорен Джексон (1,9)                                              | Лорен Джексон (2,2)                                              | [ 8 ]  |
| 2002   | Лорен Джексон (17,2)                                             | Лорен Джексон (6,8)                                              | Сью Бёрд (6,0)                                                   | Сью Бёрд (1,7)                                                   | Лорен Джексон (2,9)                                              | [ 9 ]  |
| 2003   | Лорен Джексон (21,2)[c]                                          | Лорен Джексон (9,3)                                              | Сью Бёрд (6,5)                                                   | Сью Бёрд (1,4)                                                   | Лорен Джексон (1,9)                                              | [ 10 ] |
| 2004   | Лорен Джексон (20,5)                                             | Лорен Джексон (6,7)                                              | Сью Бёрд (5,4)                                                   | Шери Сэм (1,6)                                                   | Лорен Джексон (2,0)                                              | [ 11 ] |
| 2005   | Лорен Джексон (17,6)                                             | Лорен Джексон (9,2)                                              | Сью Бёрд (5,9)                                                   | Бетти Леннокс (1,3)                                              | Лорен Джексон (2,0)                                              | [ 12 ] |
| 2006   | Лорен Джексон (19,4)                                             | Лорен Джексон (7,6)                                              | Сью Бёрд (4,8)                                                   | Сью Бёрд (1,8)                                                   | Лорен Джексон (1,7)                                              | [ 13 ] |
| 2007   | Лорен Джексон (23,8)                                             | Лорен Джексон (9,7)                                              | Сью Бёрд (4,9)                                                   | Сью Бёрд (1,5)                                                   | Лорен Джексон (2,0)                                              | [ 14 ] |
| 2008   | Лорен Джексон (20,2)                                             | Лорен Джексон (7,0)                                              | Сью Бёрд (5,1)                                                   | Шерил Свупс (1,5)                                                | Лорен Джексон (1,6)                                              | [ 15 ] |
| 2009   | Лорен Джексон (19,2)                                             | Ла’Танджела Аткинсон (9,0) Лорен Джексон (7,0)[d]                | Сью Бёрд (5,8)                                                   | Ла’Танджела Аткинсон (5,0) Сью Бёрд (1,5)[e]                     | Лорен Джексон (1,7)                                              | [ 16 ] |
| 2010   | Лорен Джексон (20,5)                                             | Лорен Джексон (8,3)                                              | Сью Бёрд (5,8)                                                   | Камилла Литтл (1,6)                                              | Лорен Джексон (1,2)                                              | [ 17 ] |
| 2011   | Сью Бёрд (14,7)                                                  | Свин Кэш (6,9)                                                   | Сью Бёрд (4,9)                                                   | Сью Бёрд (1,4)                                                   | Эшли Робинсон (1,0)                                              | [ 18 ] |
| 2012   | Сью Бёрд (12,2)                                                  | Энн Воутерс (5,8)                                                | Сью Бёрд (5,3)                                                   | Таниша Райт (1,2)                                                | Тина Томпсон (0,8)                                               | [ 19 ] |
| 2013   | Тина Томпсон (14,1)                                              | Тина Томпсон (5,8)                                               | Таниша Райт (4,1)                                                | Камилла Литтл (1,2)                                              | Тина Томпсон (0,6)                                               | [ 20 ] |
| 2014   | Кристал Лэнгхорн (12,9)                                          | Кристал Лэнгхорн (7,4)                                           | Сью Бёрд (4,0)                                                   | Камилла Литтл (1,0)                                              | Камилла Литтл (0,4)                                              | [ 21 ] |
| 2015   | Кристал Лэнгхорн (11,1)                                          | Кристал Лэнгхорн (5,7)                                           | Сью Бёрд (5,4)                                                   | Кристал Лэнгхорн (1,1)                                           | Раму Токасики (0,9)                                              | [ 22 ] |
| 2016   | Брианна Стюарт (18,3)                                            | Брианна Стюарт (9,3)                                             | Сью Бёрд (5,8)                                                   | Брианна Стюарт и Джуэл Лойд (1,2)                                | Брианна Стюарт (1,9)                                             | [ 23 ] |
| 2017   | Брианна Стюарт (19,9)                                            | Брианна Стюарт (8,7)                                             | Сью Бёрд (6,6)                                                   | Джуэл Лойд (1,3)                                                 | Брианна Стюарт (1,6)                                             | [ 24 ] |
| 2018   | Брианна Стюарт (21,8)                                            | Брианна Стюарт (8,4)                                             | Сью Бёрд (7,1)                                                   | Брианна Стюарт (1,4)                                             | Наташа Ховард (2,0)                                              | [ 25 ] |
| 2019   | Наташа Ховард (18,1)                                             | Наташа Ховард (8,2)                                              | Джордин Кэнада (5,2)                                             | Джордин Кэнада (2,3)                                             | Наташа Ховард (1,7)                                              | [ 26 ] |
| 2020   | Брианна Стюарт (19,7)                                            | Брианна Стюарт (8,3)                                             | Джордин Кэнада (5,5)                                             | Наташа Ховард (1,7)                                              | Брианна Стюарт (1,3)                                             | [ 27 ] |
| 2021   | Брианна Стюарт (20,3)                                            | Брианна Стюарт (9,6)                                             | Сью Бёрд (5,3)                                                   | Джуэл Лойд (1,5)                                                 | Брианна Стюарт (1,7)                                             | [ 28 ] |
| 2022   | Брианна Стюарт (21,8)                                            | Брианна Стюарт (7,6)                                             | Сью Бёрд (6,0)                                                   | Брианна Стюарт (1,6)                                             | Эзийода Магбигор (1,8)                                           | [ 29 ] |
| 2023   | Джуэл Лойд (24,7)                                                | Эзийода Магбигор (8,1)                                           | Габби Уильямс (3,8)                                              | Габби Уильямс (1,5)                                              | Эзийода Магбигор (1,9)                                           | [ 30 ] |
| 2024   | Джуэл Лойд (19,7)                                                | Эзийода Магбигор (8,0)                                           | Скайлар Диггинс (6,4)                                            | Ннека Огвумике (1,9)                                             | Эзийода Магбигор (2,2)                                           | [ 31 ] |

- c  Жирным шрифтом выделен игрок, который выиграл в этом сезоне ту или иную номинацию.
- d  В этом сезоне Ла’Танджела Аткинсон стала лучшей в клубе по среднему показателю за игру (9,0), однако провела всего лишь 2 матча из 34, поэтому её результат не учитывался при распределении мест в этой номинации, а первое место в команде заняла Лорен Джексон, показатель которой составил всего 7,0 подбора в среднем за игру[16].
- e  В этом сезоне Ла’Танджела Аткинсон стала лучшей в клубе по среднему показателю за игру (5,0), однако провела всего лишь 2 матча из 34, поэтому её результат не учитывался при распределении мест в этой номинации, а первое место в команде заняла Сью Бёрд, показатель которой составил всего 1,5 перехвата в среднем за игру[16].

## Текущий состав
| \| Поз. \| № \| Гражд. \| Имя \| Дата рождения (возраст) \| Рост \| Вес \| Звание \| \| ---- \| -- \| ------ \| ------------------ \| ------------------------ \| ------ \| ----- \| ------ \| \| Ф \| 3 \| \| Ннека Огвумике \| 2 июля 1990 (35 лет) \| 188 см \| 86 кг \| \| \| З \| 4 \| \| Скайлар Диггинс \| 2 августа 1990 (34 года) \| 175 см \| 63 кг \| \| \| Ф \| 5 \| \| Габби Уильямс \| 9 сентября 1996 (28 лет) \| 180 см \| 78 кг \| \| \| З \| 7 \| \| Зайя Кук \| 9 января 2001 (24 года) \| 175 см \| 74 кг \| \| \| З \| 8 \| \| Лекси Браун \| 27 октября 1994 (30 лет) \| 175 см \| 73 кг \| \| \| Ц \| 13 \| \| Эзийода Магбигор \| 13 августа 1999 (25 лет) \| 193 см \| 82 кг \| \| \| Ф/Ц \| 14 \| \| Доминик Малонга \| 16 ноября 2005 (19 лет) \| 198 см \| \| \| \| З \| 17 \| \| Эрика Уилер \| 2 мая 1991 (34 года) \| 170 см \| 64 кг \| \| \| Ц \| 28 \| \| Ли Юэжу \| 28 марта 1999 (26 лет) \| 201 см \| \| \| \| Ф \| 32 \| \| Алиша Кларк \| 7 июля 1987 (38 лет) \| 180 см \| 75 кг \| \| \| Ф \| 33 \| \| Кэти Лу Самуэльсон \| 13 июня 1997 (28 лет) \| 190 см \| 73 кг \| \| | Главный тренер - Ноэль Куинн Ассистенты тренера - Поки Четмэн - Эбони Хоффман - Митч Томпсон - Бриттани Вон Легенда - (К) — Капитан команды Последнее изменение: 21 мая 2025 года |                                    |                    |                          |        |       |        |
| Поз. | № | Гражд.                             | Имя                | Дата рождения (возраст)  | Рост   | Вес   | Звание |
| Ф | 3 | Флаг США                           | Ннека Огвумике     | 2 июля 1990 (35 лет)     | 188 см | 86 кг |        |
| З | 4 | Флаг США                           | Скайлар Диггинс    | 2 августа 1990 (34 года) | 175 см | 63 кг |        |
| Ф | 5 | Флаг Франции                       | Габби Уильямс      | 9 сентября 1996 (28 лет) | 180 см | 78 кг |        |
| З | 7 | Флаг США                           | Зайя Кук           | 9 января 2001 (24 года)  | 175 см | 74 кг |        |
| З | 8 | Флаг США                           | Лекси Браун        | 27 октября 1994 (30 лет) | 175 см | 73 кг |        |
| Ц | 13 | Флаг Австралии                     | Эзийода Магбигор   | 13 августа 1999 (25 лет) | 193 см | 82 кг |        |
| Ф/Ц | 14 | Флаг Франции                       | Доминик Малонга    | 16 ноября 2005 (19 лет)  | 198 см |       |        |
| З | 17 | Флаг США                           | Эрика Уилер        | 2 мая 1991 (34 года)     | 170 см | 64 кг |        |
| Ц | 28 | Флаг Китайской Народной Республики | Ли Юэжу            | 28 марта 1999 (26 лет)   | 201 см |       |        |
| Ф | 32 | Флаг Израиля                       | Алиша Кларк        | 7 июля 1987 (38 лет)     | 180 см | 75 кг |        |
| Ф | 33 | Флаг США                           | Кэти Лу Самуэльсон | 13 июня 1997 (28 лет)    | 190 см | 73 кг |        |

## Главные тренеры
| Тренер           | Сезоны            | Победы и поражения (процент) | Победы и поражения (процент) | Ссылки |
| Тренер           | Сезоны            | Регулярка                    | Плей-офф                     | Ссылки |
| ---------------- | ----------------- | ---------------------------- | ---------------------------- | ------ |
| Лин Данн         | 2000—2002         | 33-63 (34,4)                 | 0-2 (0,0)                    | [ 34 ] |
| Энн Донован      | 2003—2007         | 93-77 (54,7)                 | 8-8 (50,0)                   | [ 35 ] |
| Брайан Аглер     | 2008—2014         | 136-102 (57,1)               | 11-10 (52,4)                 | [ 36 ] |
| Дженни Бусек     | 2015—2017         | 36-58 (38,3)                 | 0-1 (0,0)                    | [ 37 ] |
| Гэри Клоппенберг | 2017, 2019 и 2020 | 28-11 (71,8)                 | 6-1 (85,7)                   | [ 38 ] |
| Дэн Хьюз         | 2018, 2019 и 2021 | 44-21 (67,7)                 | 7-3 (70,0)                   | [ 39 ] |
| Ноэль Куинн      | 2021—н. в.        | 74-67 (52,1)                 | 3-6 (33,3)                   | [ 40 ] |
| Всего            |                   | 444-400 (52,6)               | 35-31 (53,0)                 |        |

## Владельцы команды
- Барри Экерли и Джинджер Экерли, владельцы команды «Сиэтл Суперсоникс» (2000—2001)
- Говард Шульц, владелец команды «Сиэтл Суперсоникс» (2001—2006)
- Клейтон Беннетт, владелец команды «Сиэтл Суперсоникс» (2007)
- «Force 10 Hoops LLC», состоящая из Дон Трюдо, Лизы Браммел и Джинни Гилдер (2008—н.в.), Сью Бёрд (2024—н.в.)

## Генеральные менеджеры
- Лин Данн (2000—2002)
- Билли Маккинни (2002—2003)
- Карен Брайант (2004—2010)
- Брайан Аглер (2011—2014)
- Алиша Валаванис (2015—2021)
- Талиса Рей (2021—н. в.)

## Зал славы баскетбола
| Игрок        | Позиция                             | Карьера в команде | Год включения | Ссылки |
| ------------ | ----------------------------------- | ----------------- | ------------- | ------ |
| Шерил Свупс  | Лёгкий форвард / Атакующий защитник | (2008)            | 2016          | [ 41 ] |
| Кэти Смит    | Атакующий защитник / Лёгкий форвард | (2011—2012)       | 2018          | [ 42 ] |
| Тина Томпсон | Лёгкий форвард                      | (2012—2013)       | 2018          | [ 43 ] |

## Зал славы женского баскетбола
| Игрок            | Позиция                             | Карьера в команде | Год включения | Ссылки |
| ---------------- | ----------------------------------- | ----------------- | ------------- | ------ |
| Мишель Эдвардс   | Атакующий защитник                  | (2000—2001)       | 2014          | [ 44 ] |
| Иоланда Гриффит  | Центровая                           | (2008)            | 2014          | [ 45 ] |
| Шерил Свупс      | Лёгкий форвард / Атакующий защитник | (2008)            | 2017          | [ 46 ] |
| Кэти Смит        | Атакующий защитник / Лёгкий форвард | (2011—2012)       | 2018          | [ 47 ] |
| Тина Томпсон     | Лёгкий форвард                      | (2012—2013)       | 2018          | [ 48 ] |
| Лорен Джексон[f] | Тяжёлый форвард / Центровая         | (2001—2012)       | 2020          | [ 49 ] |
| Свин Кэш[f]      | Лёгкий форвард                      | (2008—2011)       | 2020          | [ 49 ] |

Логотип клуба в 2000—2015 годах

- f  Джексон и Кэш были выбраны в Зал славы женского баскетбола весной 2020 года, но из-за пандемии COVID-19 церемония включения уже несколько раз переносилась и теперь должна состояться 12 июня 2021 года.

## Индивидуальные и командные награды
| Награды                     | Игроки, тренеры и сезоны                                                                                               | Ссылки |
| --------------------------- | --- | ------ |
| Чемпионка ЖНБА              | 4 (2004, 2010, 2018 и 2020)                                                                                            | [ 50 ] |
| Финал ЖНБА                  | 4 (2004, 2010, 2018 и 2020)                                                                                            |        |
| Плей-офф ЖНБА               | 19 (2002, 2004, 2005, 2006, 2007, 2008, 2009, 2010, 2011, 2012, 2013, 2016, 2017, 2018, 2019, 2020, 2021, 2022 и 2024) |        |
| MVP ЖНБА                    | Лорен Джексон (2003, 2007 и 2010), Брианна Стюарт (2018)                                                               | [ 51 ] |
| MVP финала ЖНБА             | Бетти Леннокс (2004), Лорен Джексон (2010), Брианна Стюарт (2018 и 2020)                                               | [ 52 ] |
| MVP ASG ЖНБА                | Свин Кэш (2009 и 2011), Джуэл Лойд (2023)                                                                              | [ 53 ] |
| Лучший игрок обороны        | Лорен Джексон (2007), Наташа Ховард (2019)                                                                             | [ 54 ] |
| Самый прогрессирующий игрок | Наташа Ховард (2018)                                                                                                   | [ 55 ] |
| Спортивное поведение        | Сью Бёрд (2011, 2017 и 2018)                                                                                           | [ 56 ] |
| Лучший шестой игрок         | нет | [ 57 ] |
| Лидерские качества          | нет | [ 58 ] |
| Лучший новичок              | Джуэл Лойд (2015), Брианна Стюарт (2016)                                                                               | [ 59 ] |
| Лучший тренер               | Брайан Аглер (2010) | [ 60 ] |
| Лучший менеджер             | нет | [ 61 ] |

## Закреплённые номера
| Закреплённые номера | Закреплённые номера | Закреплённые номера         | Закреплённые номера | Закреплённые номера |
| Номер               | Игрок               | Позиция                     | Годы                | Ссылки              |
| ------------------- | ------------------- | --------------------------- | ------------------- | ------------------- |
| 15                  | Лорен Джексон       | Тяжёлый форвард / Центровая | (2001—2012)         | [ 62 ] [ 63 ]       |

## Известные игроки
- Светлана Абросимова
- Сьюзи Баткович
- Талли Бевилаква
- Сью Бёрд
- Эбби Бишоп
- Сэнди Бронделло
- Яна Весела
- Камила Водичкова
- Наталья Водопьянова
- Энн Воутерс
- Иоланда Гриффит
- Лорен Джексон
- Темика Джонсон
- Шеннон Джонсон
- Шавонте Зеллус
- Изиане Кастро Маркес
- Алиша Кларк
- Эвелина Кобрин
- Элли Куигли
- Ноэль Куинн
- Эдна Кэмпбелл
- Джордин Кэнада
- Свин Кэш
- Бетти Леннокс
- Камилла Литтл
- Джуэл Лойд
- Эдвиж Лоусон
- Кристал Лэнгхорн
- Рене Монтгомери
- Дженна О’Хей
- Венди Палмер
- Николь Пауэлл
- Эпифанни Принс
- Кортни Пэрис
- Моника Райт
- Таниша Райт
- Мерседес Расселл
- Шерил Свупс
- Кэти Смит
- Белинда Снелл
- Брианна Стюарт
- Шери Сэм
- Тина Томпсон
- Ле’ко Уиллингем
- Соня Хеннинг
- Катрина Хибберт
- Наташа Ховард
- Мишель Эдвардс

## Участники матчей всех звёзд

Логотип клуба в 2016—2020 годах

| Год  | Участники матчей всех звёзд                                          | Участники матчей всех звёзд                                          |
| Год  | Стартовый состав                                                     | Резервный состав                                                     |
| ---- | -------------------------------------------------------------------- | -------------------------------------------------------------------- |
| 2000 |                                                                      |                                                                      |
| 2001 |                                                                      | Лорен Джексон                                                        |
| 2002 | Сью Бёрд                                                             | Лорен Джексон                                                        |
| 2003 | Сью Бёрд и Лорен Джексон                                             |                                                                      |
| 2004 |                                                                      | Сью Бёрд                                                             |
| 2005 | Сью Бёрд и Лорен Джексон                                             |                                                                      |
| 2006 | Сью Бёрд и Лорен Джексон                                             |                                                                      |
| 2007 | Сью Бёрд и Лорен Джексон                                             |                                                                      |
| 2008 | Игра не состоялась из-за проведения Олимпийских игр в Пекине         | Игра не состоялась из-за проведения Олимпийских игр в Пекине         |
| 2009 | Сью Бёрд, Свин Кэш и Лорен Джексон                                   |                                                                      |
| 2010 | Сью Бёрд и Лорен Джексон                                             | Свин Кэш                                                             |
| 2011 | Сью Бёрд и Свин Кэш                                                  |                                                                      |
| 2012 | Игра не состоялась из-за проведения Олимпийских игр в Лондоне        | Игра не состоялась из-за проведения Олимпийских игр в Лондоне        |
| 2013 |                                                                      | Тина Томпсон                                                         |
| 2014 |                                                                      | Сью Бёрд                                                             |
| 2015 | Сью Бёрд                                                             |                                                                      |
| 2016 | Игра не состоялась из-за проведения Олимпийских игр в Рио-де-Жанейро | Игра не состоялась из-за проведения Олимпийских игр в Рио-де-Жанейро |
| 2017 | Сью Бёрд                                                             | Брианна Стюарт                                                       |
| 2018 | Сью Бёрд и Брианна Стюарт                                            | Джуэл Лойд                                                           |
| 2019 | Джуэл Лойд и Наташа Ховард                                           |                                                                      |
| 2020 | Игра не состоялась из-за проведения Олимпийских игр в Токио          | Игра не состоялась из-за проведения Олимпийских игр в Токио          |
| 2021 | Сью Бёрд, Джуэл Лойд и Брианна Стюарт                                |                                                                      |
| 2022 | Сью Бёрд и Брианна Стюарт                                            | Джуэл Лойд                                                           |
| 2023 | Джуэл Лойд                                                           | Эзийода Магбигор                                                     |
| 2024 | Джуэл Лойд и Ннека Огвумике                                          |                                                                      |